# AFC Eskilstuna
Maillots
Dernière mise à jour : 19 février 2025.
L'AFC Eskilstuna est un club de football suédois basé à Eskilstuna.

## Histoire
Le club est créé en 2005 par fusion de deux clubs de Stockholm : le FC Café Opera United (fondé en 1991) et le Väsby IK (fondé en 1924). Il succède au FC Café Opera United dans le championnat de deuxième division (Superettan). Il alterne les saisons en deuxième et troisième division dans les années qui suivent. Le club est rebaptisé Athletic Football Club United en juillet 2012. Durant la saison 2016, le club décide de changer de lieu d'activité, s'installant à Eskilstuna et changeant une nouvelle fois son nom en Athletic Football Club Eskilstuna.

## Résultats sportifs

### Palmarès
| - Coupe de Suède : - Finaliste : 2019. |  | - Superettan : - Vice-champion : 2016. |  | - Division 1 Norra : - Champion : 2014. - Vice-champion : 2007 et 2011. |

### Bilan sportif
| Saison | Championnat           | Championnat | Championnat | Championnat | Championnat | Championnat | Championnat | Championnat | Championnat | Championnat | Coupe de Suède   |
| Saison | Division              | Pos         | Pts         | J           | V           | N           | D           | BP          | BC          | Diff        | Coupe de Suède   |
| ------ | --------------------- | ----------- | ----------- | ----------- | ----------- | ----------- | ----------- | ----------- | ----------- | ----------- | ---------------- |
| 2005   | Superettan (D2)       | 9e          | 39          | 30          | 11          | 6           | 13          | 32          | 40          | -8          | Troisième tour   |
| 2006   | Superettan (D2)       | 14e         | 32          | 30          | 8           | 8           | 14          | 34          | 47          | -13         | Quarts de finale |
| 2007   | Division 1 Norra (D3) | 2e          | 51          | 26          | 15          | 6           | 5           | 51          | 31          | +20         | Demi-finales     |
| 2008   | Superettan (D2)       | 9e          | 39          | 30          | 11          | 6           | 13          | 38          | 36          | +2          | Troisième tour   |
| 2009   | Superettan (D2)       | 12e         | 33          | 30          | 8           | 9           | 13          | 28          | 41          | -13         | Troisième tour   |
| 2010   | Superettan (D2)       | 16e         | 18          | 30          | 4           | 6           | 20          | 31          | 60          | -29         | Troisième tour   |
| 2011   | Division 1 Norra (D3) | 2e          | 50          | 26          | 15          | 5           | 6           | 51          | 26          | +25         | Premier tour     |
| 2012   | Division 1 Norra (D3) | 11e         | 30          | 26          | 9           | 3           | 14          | 36          | 43          | -7          | —                |
| 2013   | Division 1 Norra (D3) | 10e         | 30          | 26          | 8           | 6           | 12          | 32          | 40          | -8          | Premier tour     |
| 2014   | Division 1 Norra (D3) | 1er         | 58          | 26          | 19          | 1           | 6           | 52          | 22          | +30         | Phase de groupes |
| 2015   | Superettan (D2)       | 8e          | 40          | 30          | 10          | 10          | 10          | 43          | 44          | -1          | Phase de groupes |
| 2016   | Superettan (D2)       | 2e          | 61          | 30          | 18          | 7           | 5           | 50          | 20          | +30         | Phase de groupes |
| 2017   | Allsvenskan (D1)      | 16e         | 20          | 30          | 4           | 8           | 18          | 28          | 55          | -27         | Deuxième tour    |
| 2018   | Superettan (D2)       | 3e          | 54          | 30          | 13          | 15          | 2           | 40          | 16          | +24         | Deuxième tour    |
| 2019   | Allsvenskan (D1)      | 16e         | 20          | 30          | 4           | 8           | 18          | 23          | 55          | -32         | Finale           |
| 2020   | Superettan (D2)       | 9e          | 37          | 30          | 11          | 4           | 15          | 36          | 49          | -13         | Phase de groupes |
| 2021   | Superettan (D2)       | 9e          | 40          | 30          | 11          | 7           | 12          | 41          | 41          | 0           | Phase de groupes |

Légende
- Vice-champion ou finaliste de la compétition.
- Promotion en division supérieure.
- Relégation en division inférieure.

## Personnalités du club

### Joueurs

#### Anciens joueurs
- Robert Åhman-Persson
- Walid Atta
- Niklas Backman
- Kaj Eskelinen
- Daniel Örlund
- Niklas Sandberg
- Erik Sundin
- Omar Jawo

### Entraîneurs
- Nolberto Solano (jul. 2023-oct. 2023)[13]